# 島田太郎
島田 太郎（しまだ たろう、1937年7月6日 - ）は、日本の英文学者、東京大学・昭和女子大学名誉教授。東京生まれ。

## 経歴
東京都立小石川高等学校を経て、1961年、東京大学文学部英文科卒業。1964年、同大学大学院修士課程修了。1967年 - 68年、イエール大学に学ぶ。一橋大学助教授を経て、1975年、東京大学教養学部助教授、1977 - 78年ハーヴァード大学客員研究員。1988年、東京大学教授。1998年、定年退官、名誉教授、昭和女子大学教授。2013年、昭和女子大学名誉教授。
西川正身・平井正穂・大橋健三郎の弟子。弟に最高裁長官だった島田仁郎、物理学者で明大教授の島田徳三、息子は法学者の島田聡一郎。

## 著作一覧
- 「文学とアメリカⅡ』南雲堂.（共著）1980
- 「小説　Ⅱ　講座英米文学史　第9巻」（共著）大修館書店 1984
- 「英米文学辞典」　第三版　（共著）研究社出版 1985
- 「変貌するアメリカの家族」（共著）木鐸社 1986
- 「現代アメリカの出現」（共著）東京大学出版会 1988
- 「心のはたらき」（共著）東京大学出版会 1989
- 「新潮世界文学辞典」（共著）新潮社 増訂版1990
- 「現代アメリカ像の再構築」（共著）東京大学出版会 1990
- 「未来論」（共著）東京大学出版会 1990
- 「近代日本の翻訳文化」（共著）中央公論社 1994
- 「隠された意匠」（共著）南雲堂 1998
- 『視覚のアメリカン・ルネサンス』武藤脩二・入子文子 編、世界思想社、2006

島田太郎「メルヴィルの美学の変遷」

### 翻訳
- 「今日のイギリス作家たち」アルベール・J.ファルメール 林節雄共訳 白水社文庫クセジュ 1967
- 「アメリカ古典文庫 4 H・D・ソロー」木村晴子、斎藤光共訳　研究社出版 1977.2
- 「U.S.A.」1・2（中絶）ジョン・ドス・パソス 渡辺利雄・平野信行共訳 岩波文庫 1977-78
- 「大理石の牧神」ナサニエル・ホーソーン 三宅卓雄、池田孝一共訳　国書刊行会ゴシック叢書 1984
- 「罠におちた男」アイザック・シンガー 晶文社 1995.6
- 「わが名はイシュメイル」チャールズ・オールソン　開文社 2014